# 독일 이혼법
독일 이혼법에 대해 설명한다.

## 기본 개념[1][2]

### 유책주의
유책주의는 배우자 중 한쪽에게 동거·부양·협조·정조 의무 등의 혼인의무를 위반하는 책임의 사유가 있는 경우에 이혼을 허용하는 입법주의이다. 그 시초는 1804년 프랑스 민법(Code Civil)과 1857년 영국의 혼인사건법(Matrimonial Causes Act 1870)등에서 찾을 수 있다. 유책주의에 기반한 입법 자체는 근대 시기에 발현되었으나 파탄주의에 비교하면 근대 이전의 혼인/이혼관과 더 가깝다고 볼 수 있다. 

### 파탄주의
파탄주의는 혼인 당사자에게 혼인의무 위반의 책임이 있는지 여부는 차치하고, 혼인 관계가 파탄된 경우에 이혼을 허용하는 입법주의이다. 파탄주의가 등장하게 된 이론적 배경에는 종래 서구 제국에 있어서의 유책주의 이혼이 인위적이고 혼인파탄의 진정한 이유와 거의 무관할 뿐만 아니라 위증·위선을 조장함으로써 법원의 권위를 모독하게 된다는 점 등이 있다.

### 서양의 혼인관/이혼관의 변화
서양에서는 “하나님이 짝지어 주신 것을 사람이 나누지 못할 지니라”(마태복음 제19장 6절)고 하는 가톨릭교회의 교회법인 혼인비해소주의에 따라 이혼을 엄격히 금지하였다. 그러나 마르틴 루터의 종교개혁에 의하여 가톨릭교회의 혼인관은 부정되기 시작하였으며, 그 결과 혼인비해소의 원칙도 포기되었다. 이후 종교개혁과 계몽주의운동, 자연법사상의 영향을 받아 종교혼주의가 민사혼주의에 의해 비판받았고, 이혼법은 교회를 떠나 세속으로 돌아오게 되었다.
초기에는 배우자의 간통 등 굉장히 제한적인 범위에서만 이혼이 가능하였으나, 사회가 복잡해지고 혼인파탄이 반드시 당사자의 유책적인 행위에 의해서 발생하는 것도 아니므로 이혼원인이 점점 확대되었다. 그 결과 유책적으로 혼인이 파탄된 경우는 물론 무책적으로 혼인이 파탄되었다 할지라도, 혼인을 파괴한 사실은 모두 이혼원인으로서 인정해야 한다는 견해가 대두되었다. 이에 따라 기존의 구체적 이혼원인의 제한적 열거주의에서 벗어나 추상적·개괄적 이혼원인을 고려하게 되었다. 더 나아가 부부관계가 완전히 파탄되어 회복할 가능성이 없는 때에도 이혼을 허용하지 않는 것은 무의미하고, 이런 경우에는 혼인을 해소할 수 있게 하는 것이 합리적이라는 주장이 제기되었고 이것이 파탄주의 이혼법이다.
이처럼 이혼법에 있어서 이혼관의 변화는 이혼금지주의·이혼제한주의·이혼자유주의로 나누어 볼 수 있고, 이혼제도는 일반적으로 이혼금지주의로부터 이혼제한주의로, 이혼제한주의로부터 이혼자유주의로 변화되었다고 볼 수 있다.

### 독일의 가족관과 자녀관
추가가 필요함.

## 독일 이혼법의 역사[3][4]
독일 이혼법의 역사는 고대 게르만시대로부터 시작되며, 게르만 시대에 인정되었던 이혼의 자유는 중세 카톨릭교회의 영향으로 엄격히 제한되었고, 다시 신교의 등장으로 일정 부분 이혼이 인정되는 유책주의 이혼시스템이 인정되기 시작한다. 다양하게 분화되었던 이혼시스템은 1900년 독일이 민법을 통일한 이후에 정비되었고 이후 독일 이혼법은 나치시대와 전후 연합국에 의한 공동관리시대를 거친 후 1976년 독일 이혼법의 개정으로 현재의 모습으로 나타나게 되었다.

### 게르만 시대
게르만 시대의 혼인은 원칙적으로 부(夫)와 처의 부족사이의 계약에 의하여 이루어졌다. 이와 마찬가지로 게르만시대의 이혼은 원칙적으로 부와 처족의 가장이나 후견권자의 합의에 의하여 이루어졌다. 물론 당시에 일방적 이혼제도로서 기처제도(棄妻制度)가 인정되어 부는 일방적인 의사결정으로 혼인을 해소할 수 있었으나 정당하지 않은 이혼(처의 불임ᆞ간통 및 생명 위해 등의 사유에 의하지 않은 이혼)은 처의 부족에 대한 명예훼손이 되어 복수가 가능하였다. 그리고 처는 부의 범죄나 심한 학대의 경우에만 이혼이 인정되었다.

### 중세시대
중세시대에는 교회가 점진적으로 권력을 강화함에 따라 이혼의 자유는 상대적으로 축소되었다. 중세 초기 카톨릭교회에 의하여 ‘혼인은 성스러운 것 이어서 인간에 의하여 해소될 수 없다’는 관념이 나타나기 시작했지만, AD 11C~12C 이전에는 혼인을 해소할 수 있는가의 여부에 대하여 교회가 간섭하지 않았다. 그러나 A.D 10C~12C에 이르러 ‘혼인은 신이 맺어준 성사(聖事)이므로 사람이 마음대로 해소할 수 없다’는 원칙이 교회법에 의하여 정립되었다. 이러한 교회법의 원칙은 교회법원이 이혼을 전속적으로 관할하도록 하여 더욱 공고하게 되었다. 이러한 영향으로 교회법에는 복잡한 혼인장애 및 금지사유가 교회 법에 규정되게 되었다.

### 근대 이후
16세기와 18세에 이르러 종교개혁과 인본주의 등 새로운 사상의 등장은 이혼법에 새로운 전환점을 마련해 주었다. 신교는 ‘혼인이 성사(聖事)’라는 카톨릭교회의 원칙을 부인하였고, 자연법은 국가생활을 중세적인 교회의 후견과 독단으로부터 해방시킬 것을 주장하였다. 이러한 사상적 뒷받침의 결과로 일부국가에서는 종래 카톨릭교회가 가지고 있었던 ‘혼인에 대한 각종 독점적 권한’이 국가로 이양되었고, 혼인비해소의 원칙은 중대한 혼인위반, 즉 간통 등의 경우에는 처벌로써 이혼을 허락한다는 것으로 재해석되었다.

#### 독일민법 시행 이전
이 시기의 독일 이혼법은 1794년 출현한 프로이센 일반란트법의 이혼규정을 중심으로 이해할 수 있으며, 이 규정은 계몽사상의 영향을 받아 이혼을 폭넓게 인정하는 태도를 취했다. 프로이센일반란트법 제716조 제2항 제1호에 의해 자녀가 없는 부부는 합의에 의하여 이혼을 인정받을 수 있었다. 
이 규정은 프로이센일반란트법이 취하고 있었던 '혼인의 주된 목적은 자녀를 출산하고 양육하는 것이다'는 혼인관과 밀접한 관련이 있었다. 당시 프로이센은 병력의 부족현상을 타개하기 위하여 고민하고 있었고, 따라서 자녀를 출산할 가망이 없을 정도로 파탄된 부부관계는 해소를 허용하고, 재혼하여 자녀를 출산하도록 유도한다는 방침을 세우고 있었다.
당사자의 합의에 의한 이혼가능성을 인정한 것 외에도 프로이센 일반란트법은 파탄주의에 입각한 이혼원인에 대해서도 규정하고 있었다. 프로이센일반란트법 제718조의 제2항 제1호는 '부부 사이의 반감이 너무 강하여 화해의 가능성이 없는 경우에는 판사가 이혼을 허용할 수 있다'고 규정하고 있었다.
그러나 이 시기에 독일 대부분의 지역에서는 이혼을 엄격하게 제한하는 이혼법이 시행되고 있었으며, 1815년을 고비로 하여 프로이센에서도 이혼법에 대한 강한 비판이 제기되었다. 이어서 19세기 중반 프로이센에서는 이혼을 엄격하게 제한하는 방향으로 이혼법을 개정하자는 논의가 시작되었다. 이와 같은 개정의 저변에는 ‘기독교적 혼인관으로의 회귀’와 더불어 ‘혼인은 당사자가 사적으로 처분할 수 없는 제도’라는 사고가 깔려 있었다. 이러한 혼인관을 주장하고 전파한 대표적인 학자는 사비니였다.

#### 독일민법 시행
위의 상황에서 만들어진 독일민법 초안은 유책주의 이혼원인만을 규정하고 있었다. 프로이센일반란트법에 규정되어 있었던 무책주의 이혼원인들(정신병, 합의에 기초한 이혼 등)은 모두 배제되었으며, 그 후에 정신병에 의한 이혼만이 가까스로 의회에서 통과되어 이혼원인으로 포함되었다.
결국 1900년부터 시행된 독일민법은 세 가지 절대적 이혼원인인 간통, 배우자에 대한 살인미수, 1년 이상 지속된 악의의 유기만을 유책으로 규정하고 있으며 당사자의 합의에 의한 이혼가능성은 배제하였는데, 이는 사비니의 혼인관에 영향에 의한 것이라고 볼 수 있다. 이혼 후 부양의무는 부부양쪽에게 동등하게 인정되었는데, 이혼 후 타방의 배우자가 자력에 의한 부양을 기대할 수 없는 경우에는 유책배우자는 상대방 배우자의 신분에 맞는 부양을 하여야 했다.
유책주의에 기반한 독일민법의 태도에 대해서 비판은 1차 세계대전의 종전을 기점으로 상당한 호응을 얻게 되었다. 이미 1921년에 법무부가 이혼법 개정작업에 착수하였으며, 바이마르 공화국의 여러 정당들이 파탄주의에 입각한 이혼법 개정안을 제출하였다. 그러나 당시의 이혼법 개정운동은 가톨릭계열 정당의 반대에 의하여 모두 좌절되었다.

#### 나치 정권 이후
그 후 등장한 나치 정권은 1934년 오스트리아와의 병합을 계기로 독일과 오스트리아의 상이한 이혼법규정을 통일하기 위해 이혼법 개정을 추진하기 시작하였다. 그 결과 탄생한 1938년 혼인법은 독일 민법전과 분리되어 새로 만들어졌다. 1938년 혼인법은 여전히 유책주의의 기조위에 서있었으나, 1938년 혼인법 제55조 2항으로 '3년 이상의 공동생활의 파탄'을 이혼사유로 규정하는 등 몇 가지 파탄주의 이혼원인을 새로 도입하였다. 또한 1938년 혼인법에는 나치 정권의 인종, 인구정책적 요소가 포함되어 있었는데, 그 대표적인 예는 불임과 임신거부를 이혼원인으로 규정한 것이다.
이러한 1938년 이혼법은 2차 세계대전이 종료된 후 연합국 통제위원회에서 출산거부 등 나치적 요소를 제거하고 1946년 다시 시작되었다. 파탄주의를 규정한 1938년 혼인법 제55조 2항은 48조로 변경되어 유지되었다. 이혼 후 효과에 있어서는 당사자의 책임여부가 문제되었으며, 혼인파탄에 대하여 책임이 있는 배우자의 부양책임은 계속적으로 인정되었고, 유책배우자에게는 친권도 인정되지 않았으며, 가정물품의 분할 등에 있어서도 불리한 위치에 서 있게 되었다.

### 1976년 독일 이혼법 개정

#### 유책주의의 한계
파탄주의에 기반한 1926년 혼인법 제48조는 계속 유지되고 있었지만, 실질적으로 법원의 판례와 의회의 태도는 무책배우자의 항변이 있는 경우 유책배우자의 이혼청구를 기각하였다 그 결 과 혼인관계가 회복될 수 없을 정도로 완전히 파탄된 경우에도 무책배우자가 이혼에 동의하지 않는 경우에는 이혼이 성립될 수 없었다. 이는 전후 독일사회에서 교회의 영향력이 확대된 것과 관련이 있었다. 교회는 다른 사회단체와 비교해 볼 때 나치 정권하에서 상대적으로 안정된 기반을 유지한 한편, 부분적으로는 또 나치 정권에 저항하는 모습 역시 보여주었기 때문에 전후에도 독일사회에서 자신의 권위를 높일 수 있었다. 이러한 사회분위기에 힘입어 교회는 전후 독일사회에서 문화, 교육, 가족정책 등의 분야에 대하여 상당한 영향력을 행사했고 독일의 혼인관, 이혼법에 있어서도 예외는 아니었다.
그러나 유책주의 이혼법을 강화하려는 판례와 의회의 태도는 그 후 오래 지속되지 못하였다. 시간이 지날수록 전체 이혼 중에서 파탄주의 이혼원인이 차지하는 비율은 감소한 반면, 유책주의 이혼원인이 차지하는 비율이 증가했다. 1950년대에는 이혼원인 중에서 혼인법 제48조가 차지하는 비 율이 전체의 약 10% 수준이었는데, 이 비율은 60년대에 5%로 줄었고, 70년대에는 다시 3%대로 떨어졌다. 반면에 간통, 심각한 혼인의무위반이 이혼원 인 중에서 차지하는 비율은 계속 증가하여 1976년에는 약 97%에 이르렀다.
그 이유는 이혼을 하려는 부부가 사전에 합의하여 유책사유가 있다고 법원에서 거짓으로 진술하는 데 있었다. 파탄사유로 부부가 이혼하려면 혼인법 제48조에 의하여 3년간 별거할 것이 요구되는데, 이혼을 원하는 대다수의 부부들은 3년의 별거를 거치지 않고 더 빨리 이혼할 수 있는 길을 찾았다. 부부가 서로 합의하여 부부의 일방은 상대방의 간통사실을 주장하고, 상대방은 이를 인정하면 3년간의 별거를 거치지 않고도 쉽게 이혼을 할 수 있었다.
정리하자면, 당시 독일의 유책주의 이혼시스템에 대한 비판의 내용은 다음과 같다. 1. 혼인당사자 사이에 혼인관계를 파탄시킨 직접적인 책임이 있는 원인을 기억하기 어렵고 그것을 법원에 입증하기 어려워 실제적으로 이를 규명하기란 쉽지 않다. 2. 유책주의 본질 때문에 이혼소송시 혼인생활을 조사하게 되는데 이는 당사자의 사생활을 침해할 수 있는 위험성이 크다. 3. 이혼 후의 효과는 당사자의 유책성 여부에 따라 결정되어 상대방의 잘못을 제시하여야 하므로 상호간에 비난이 난무한다. 4 이혼시 유책배우자의 유책성에 대하여 과대평가한 결과 소송당사자들은 정신적ᆞ육체적 고통을 감내하여야 한다는 점이다. 이를 바탕으로 독일은 1976년 독일 이혼법 개정을 통해 이혼사유를 파탄주의로 규정하게 되었다.
개정된 독일 이혼법의 특징과 설명
개정된 독일의 이혼법에는 큰 특징이 있다. 가령 영국의 경우에는 파탄주의를 선언하였지만 그 추정근거로 유책주의 이혼원인을 함께 규정하였고, 프랑스의 경우에는 파탄주의는 유책이혼, 상호동의이혼 등과 같이 병렬적으로 규정되었지만 독일의 경우에는 유책주의를 포기하고 파탄주의만을 유일한 이혼원인으로 규정한 점이다.
독일은 혼인파탄의 사실을 추정할 수 있는 기준으로서 일정한 기간의 별거를 규정하고 있다.(독일 민법 제1565조 제1항). 부부는 1년간 별거하고 이혼에 합의한 경우에는 혼인의 파탄이 추정되고(동법 제1566조 제1항), 부부가 3년간 별거한 때에는 혼인의 파탄이 추정된다(동법 제1566조 제2항). 그러므로 유책배우자도 3년간의 별거기간이 경과하면 언제든지 이혼청구를 할 수 있고, 무책배우자가 이혼에 반대한다고 해도 이는 고려되지 않는다. 다만 예외적으로 자녀의 복리를 위하여 혼인의 유지가 필요하다고 인정되는 경우 또는 이혼이 피청구인에게 가혹한 결과가 되리라고 예상되는 경우에는 이혼이 허용되지 않는다(동법 제1568조). 또한 독일민법에서는 1년 미만의 혼인기간을 가지는 자들의 이혼 청구는 원칙적으로 부정하고 있다(동법 제1565조 제2항).
독일이 파탄주의 이혼시스템을 도입하였다고 할 때 우리가 눈여겨보아야 할 것은 이혼 후 경제적 효과를 함께 고찰했다는 점이다. 독일은 연금분할 및 이혼 후 부양제도의 개편 등 이혼 후 경제적 효과에서도 종전과 다른 방향을 전개하였다.

## 독일 이혼법의 의의 - 한국과 비교하여

### 파탄주의 도입 시 이혼 후 경제적 효과 고려
우리나라에서는 파탄주의를 단순히 이혼원인에 있어서 유책주의 이혼원인을 제거하거나 무과실의 이혼을 인정하는 이혼제도로 이해하고 있는 경향이 있다. 그러나 파탄주의 이혼시스템의 도입은 단순한 이혼원인의 개정에 그치는 변화가 아니라, 이혼 후 경제적 효과를 포함한 이혼법 전체를 포괄하는 변화를 의미한다. 영국의 경우에는 1969년 처음 법을 개정하였지만, 1971년까지 그 시행을 연기하였는데 이는 이혼 후 경제적 효과에 대한 조문을 정비하기 위한 기간이 필요하였기 때문이다. 프랑 스의 경우에도 이혼 후 경제적 효과를 규율하기 위하여 보정금(補整金)이라는 새로운 제도를 도입하고 있다.
따라서 파탄주의 이혼원인을 도입하면 이혼이 쉽게 이루어질 것으로 이해하는 사람들도 있다. 그러나 이러한 오해는 실제 독일의 이혼현황을 살펴보면 쉽게 사라질 수 있다. 독일이 이혼원인에 있어서 전면적 파탄주의를 채택하였다고 하더라도, 독일의 학자들은 뒤에서 살펴볼 이혼효과를 보고 이혼이 이전보다 어려워졌다고 하는 학자들이 많으며, 사실 독일의 이혼제도는 이혼의 사유보다는 이혼의 경제적 효과에 중점이 맞추어져 있기 때문이다.
독일에서 이혼 후 경제적 효과는 이혼시 재산분할, 연금분할, 이혼 후 배우자 부양 및 혼인주택 등의 문제로 구별된다.
그 내용을 자세히 설명하려면 법경제학적 지식과 이해가 필요하며 추가가 필요함.
결론적으로 독일 이혼법의 이혼의 경제적 효과 부분을 보면 파탄주의 이혼시스템을 도입하기 위한 전제조건이었다고 할 수 있다. 특히 이혼 후 부양제도는 우리나라의 제도와 비교하여 볼 때 우수하다고 할 것이다. 우리나라가 재산분할제도를 두고 이 혼 후 부양도 어느 정도 하여야 한다는 것이 통설과 판례이기는 하지만 실제에 있어서는 이혼 후 재산증식에 어느 정도 기여하였는가가 중요한 문제 이고, 이혼 후 부양은 그 고려요소에서 적은 비중을 차지하고 있다. 이러한 점에서 볼 때 독일에서의 이혼 후 부양에 대한 대처는 우리가 신중히 도입을 고려하여야 할 것이다. 이러한 측면에서 재산분할제도는 재산의 청산의 측면에서 그리고 이혼 후 부양은 새로운 관점에서 다시 한 번 고려하여야 할 것이다. 그리고 이혼시 연금청산에 있어서 우리나라보다 한발 앞서 나가 고 있는 점은 우리가 심각하게 음미할 필요가 있다. 앞으로 우리나라도 연금 이 재산에 중요시되고 있다는 점을 고려한다면 이에 대한 정확한 연구가 필요하다.
정리하자면, 우리나라가 파탄주의를 도입하거나 파탄주의를 정확히 이해하기 위하여는 이러한 변화를 심도있게 살펴보아야 하며, 파탄주의는 이러한 기본적인 제도를 기초로 이루어져야 한다. 만약 이러한 점을 고려하지 않고 이혼원인으로서 파탄주의만을 도입하는 것은 경제적 약자인 여성에게 ‘축출이혼’을 강요하게 될 수 있다는 점을 유념하여야 한다.